# 徐杨街道 (西安市)
徐杨街道，是中华人民共和国陕西省西安市临潼区下辖的一个乡镇级行政单位。

## 行政区划
徐杨街道下辖以下地区：
徐杨社区、徐杨村、新华村、奎杨村、巨合村、尚寨村、公义村、屯刘村和邓王村。